# CA Acassuso
Der Club Atlético Acassuso ist ein argentinischer Sportverein aus San Isidro (Partido San Isidro) im Ballungsraum von Buenos Aires. Hauptsportart ist Fußball. Der Verein wird auch Los Quemeros genannt.

## Geschichte
Der „Villa Acassuso Football Club“ wurde am 7. September 1922 von einer Gruppe junger Enthusiasten in Villa Acassuso im Partido San Isidro gegründet. Im Jahr 1923 wurde er Meister der Segunda División und stieg in die Intermedia auf. 1925 änderte der Klub seinen Namen in „Club Sportivo Acassuso“ und errichtete im selben Jahr sein erstes Spielfeld. 1928 gewann der Verein den Titel der División Intermedia und stieg in die Primera Division Sección B auf. 1932 fusionierte er mit dem „Club Sportivo San Isidro“ und wurde „Club Social y Sportivo Acassuso“. Nach der Professionalisierung des argentinischen Fußballs nahm das Team weiterhin an Amateurwettbewerben teil. 1933 erreichte Acassuso den Aufstieg in die Primera División. 1942 änderte er seinen Namen in „Club Atlético Acassuso“. In den folgenden Jahren durchlief der Verein verschiedene Ligen, auch durch mehrere Reformen der Verbandsstruktur. 
Acassuso stieg 2000/01 in die Primera C auf und gewann 2006 und 2007 sowohl die Apertura als auch die Clausura, was den direkten Aufstieg in die Primera B Metropolitana bedeutete, wo der Verein seitdem spielt.

## Stadion
Seine Heimspiele trägt Acassuso im 1500 Zuschauer fassenden Estadio La Quema aus. Das 1983 eröffnete Stadion befindet sich im nahe gelegenen Boulogne Sur Mer.

## Erfolge
- Meister der División Intermedia: 1928
- Meister der Segunda División: 1923
- Meister der Primera C: 1937, 2006/07

## Weitere Sportarten
Neben der dominierenden Sportart Fußball bietet der Verein auch Taekwando, Geräteturnen, Feldhockey, Schwimmen, Padel und Pelota Paleta an.